# San Patricio, Jalisco
San Patricio är en ort i Mexiko.   Den ligger i kommunen Cihuatlán och delstaten Jalisco, i den södra delen av landet, 600 km väster om huvudstaden Mexico City. San Patricio ligger 8 meter över havet och antalet invånare är 6 713.
Terrängen runt San Patricio är kuperad åt nordväst, men åt sydost är den platt. Havet är nära San Patricio åt sydväst.  Närmaste större samhälle är Cihuatlán, 14,7 km öster om San Patricio.